# 尹錫綸
尹錫綸，湖南省寶慶府邵陽縣人，清朝政治人物。進士出身。

## 生平
光緒二年（1876年），參加丙子恩科會試，得貢士第22名。殿試登進士2甲第64名。同年五月（6月3日），著分六部學習。任户部陕西司主事，外放署广西镇安府知府，以同知降补。

## 家族
有孫尹仲容。